# Pándurang Šástrí Áthavalé
Pándurang Šástrí Áthavalé (anglicky obvykle Pandurang Shastri Athavale, 19. října 1920 – 25. října 2003) byl indický filozof, duchovní vůdce, sociální aktivista a hinduistický reformista. Roku 1954 založil hnutí Rodina sebevýchovy, které se věnuje samostudiu Bhagavadgíty a má údajně přes 5 milionů přívrženců v asi 100 000 indických vesnicích. V roce 1997 byl vyznamenán Templetonovou cenou.